# Folkhemmet
Folkhemmet (schwedisch für „Volksheim“) war eine wichtige politische Metapher der schwedischen Sozialdemokraten in den 1930er und 1940er Jahren, die für den erstrebten Wohlfahrtsstaat stand. Der Begriff wird heute – außer in Bezug auf seine Geschichte – nur noch selten verwendet. Stattdessen spricht man vom „Schwedischen Wohlfahrtsstaat“.

## Ursprung
Der Begriff „Volksheim“ als Metapher für eine politische Vision taucht zuerst in nationalistischen und rechtskonservativen Kreisen auf. Der Staatswissenschaftler und Politiker Rudolf Kjellén entwickelte in seiner Schrift Der Staat als Lebensform (1916) einen autoritären und mystischen Staatsbegriff, der den Staat als Organismus definierte, und sprach auch von einem zukünftigen Volksheim. Auch Manfred Björkquist, der Führer einer der wichtigsten Erweckungsbewegungen innerhalb der Schwedischen Kirche, Ungkyrkorörelsen, und Bauernpolitiker übernahmen den Begriff.

## Sozialdemokratische Metapher

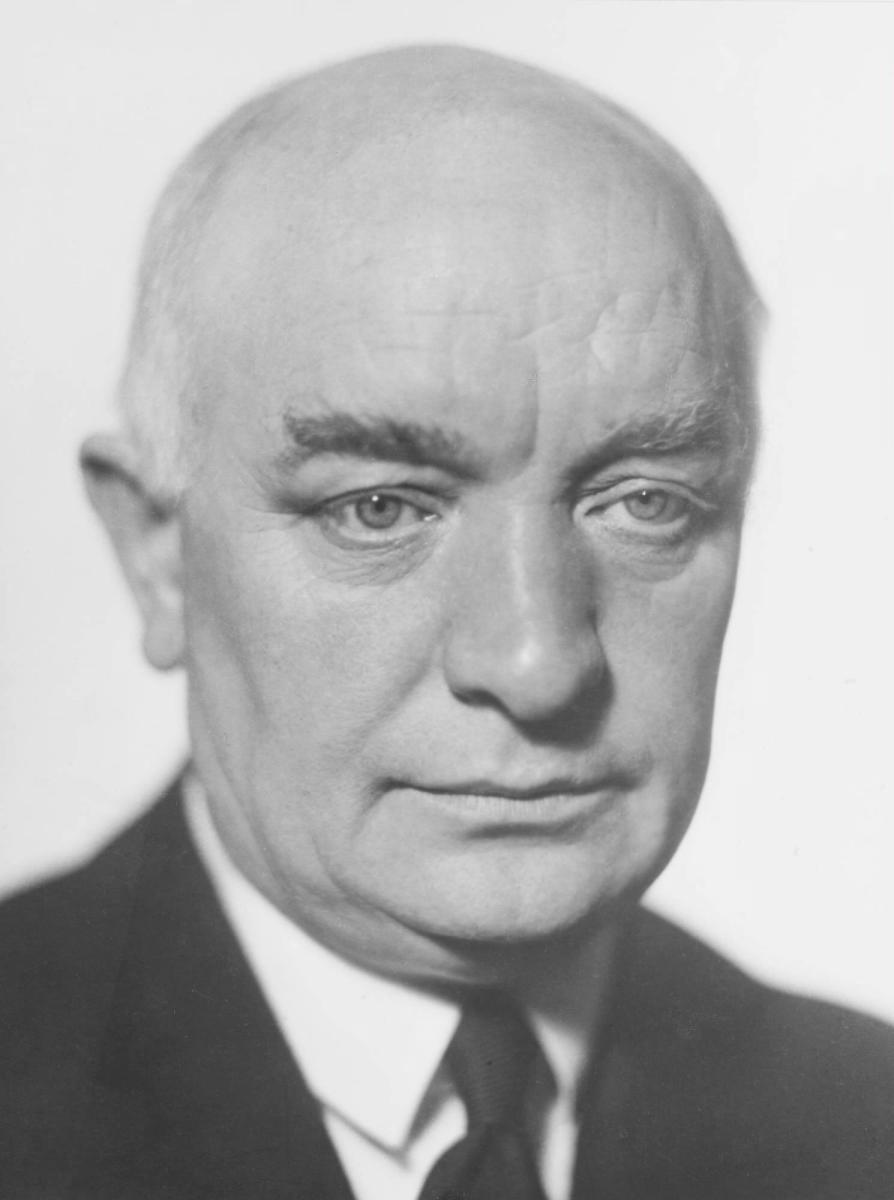
Per Albin Hansson

1928 griff der Parteivorsitzende der Sozialdemokratischen Arbeiterpartei Per Albin Hansson den Begriff des „Volksheims“ in einer Debatte in der (damaligen) zweiten Kammer des Reichstags auf, um die Ziele der sozialdemokratischen Politik zu beschreiben. In seiner (in Schweden) berühmten Rede sagte er unter anderem:

„Das Fundament des Heims ist Gemeinsamkeit und Einverständnis. Im guten Heim gibt es keine Privilegierten oder Benachteiligte, keine Hätschelkinder und keine Stiefkinder. Dort sieht nicht der eine auf den anderen herab, dort versucht keiner, sich auf Kosten des anderen Vorteile zu verschaffen und der Starke unterdrückt nicht den Schwachen und plündert ihn aus. Im guten Heim herrschen Gleichheit, Fürsorglichkeit, Zusammenarbeit und Hilfsbereitschaft. Auf das Volks- und Mitbürgerheim angewandt würde das den Abbau aller sozialen und ökonomischen Schranken bedeuten, die nun die Bürger in Privilegierte und Benachteiligte, in Herrschende und Abhängige, in Reiche und Arme, in Begüterte und Verarmte, in Ausplünderer und Ausgeplünderte teilen.“

Die Wahlen 1932 brachten die Sozialdemokraten an die Regierung. Mit Beschäftigungsprogrammen und Strukturprogrammen bekämpfte die neue Regierung erfolgreich die Folgen der Weltwirtschaftskrise von 1929. 1938 legte man mit dem Abkommen von Saltsjöbaden den Grundstein für die dauerhafte schwedische Sozialpartnerschaft: Schweden begann den Aufbau seines „Volksheims“ – des Wohlfahrtsstaates, der das Land bis heute prägt.
Der Begriff „Volksheim“ entwickelte sich schnell zu einer der wichtigsten politischen Metaphern für die sozialdemokratische Politik und Vision der kommenden zwei Jahrzehnte.
Die Rede vom Volksheim bedeutete auch eine Abwendung vom Marxismus und gleichzeitig die Aufnahme nationaler Gefühle – das Volksheim war ursprünglich ein nationalistischer Begriff. Auch in vielen anderen Ländern gab es solche Querverbindungen, beispielsweise vereinnahmten und instrumentalisierten in Deutschland die Nationalsozialisten den alten Begriff „Volksgemeinschaft“.
Obwohl führende Sozialdemokraten den Begriff oft in ihren politischen Reden verwendeten, wurde der Gedanke vom schwedischen Volksheim nie formell ins Parteiprogramm aufgenommen. Das Volksheim war eher eine Metapher für eine Ideologie als Ausdruck konkreter politischer Zielsetzung. Der Begriff wird heute vor allem mit Per Albin Hansson und seiner Zeit als Parteivorsitzender (1925 bis 1946) verbunden. Sein Nachfolger Tage Erlander sprach eher von der „starken Gesellschaft“, wenn er über die Zielsetzungen der Sozialdemokratie sprach; später wurde der Begriff durch das Wort Wohlfahrtsstaat ersetzt.
Ein konkretes Projekt, das die Utopie des modernen Zusammenlebens wie in einem Volksheim verwirklichen sollte, war das 1935 in Stockholm eröffnete Kollektivhaus.